# Viella
|  | Per a altres significats, vegeu «Viella (desambiguació)». |

Viella (en occità i oficialment Vielha) és la capital de la Vall d'Aran i cap del municipi de Vielha e Mijaran i del terçó de Castièro. El municipi de Vielha e Mijaran es va constituir el 1970 arran de la fusió de Vielha, d'Arròs e Vila, Betlan, Escunhau, Gausac i Vilac.
El seu nom significa vella, reducció de (la) Vila Vielha, nom que es donava a una població d'una vall en els Pirineus occitans, en contraposició a un castell més modern, en el nostre cas el desaparegut castell de Vielha, que tenia per capella l'actual església parroquial del poble i que donà nom al terçó de Castièro. Altres exemples d'aquest cas són Vièla de Tursan front al Casteth Lobon o Vièla de Loron front al Castell de Genòs.
Té una situació central a la vall i s'aixeca a 980 m d'altitud, a la confluència de la Garona amb el seu afluent el riu Nere. Hi passa la carretera N-230 de Lleida a Eth Pònt de Rei, a la frontera francesa, a través del túnel de Viella, i en surt la carretera C-28, que comunica la vall amb el Pallars Sobirà a través de Salardú i el Port de la Bonaigua.
El 2005 tenia 3.156 habitants, que representaven més de la meitat de la població total del municipi, i el 2019 havien pujat a 3.491 habitants. És el centre comercial i de serveis de la vall.

## Història
Fou presa pels feixistes el 18 d'abril de 1938 durant l'Ofensiva d'Aragó de la Guerra Civil espanyola, i en 1944 a les acaballes de la Segona Guerra Mundial, els maquis van dur a terme la Invasió de la Vall d'Aran amb l'objectiu de prendre Viella, on s'havia fortificat José Moscardó amb la Guàrdia civil i l'exèrcit, que van resistir fins a la retirada dels guerrillers.

## Centre històric

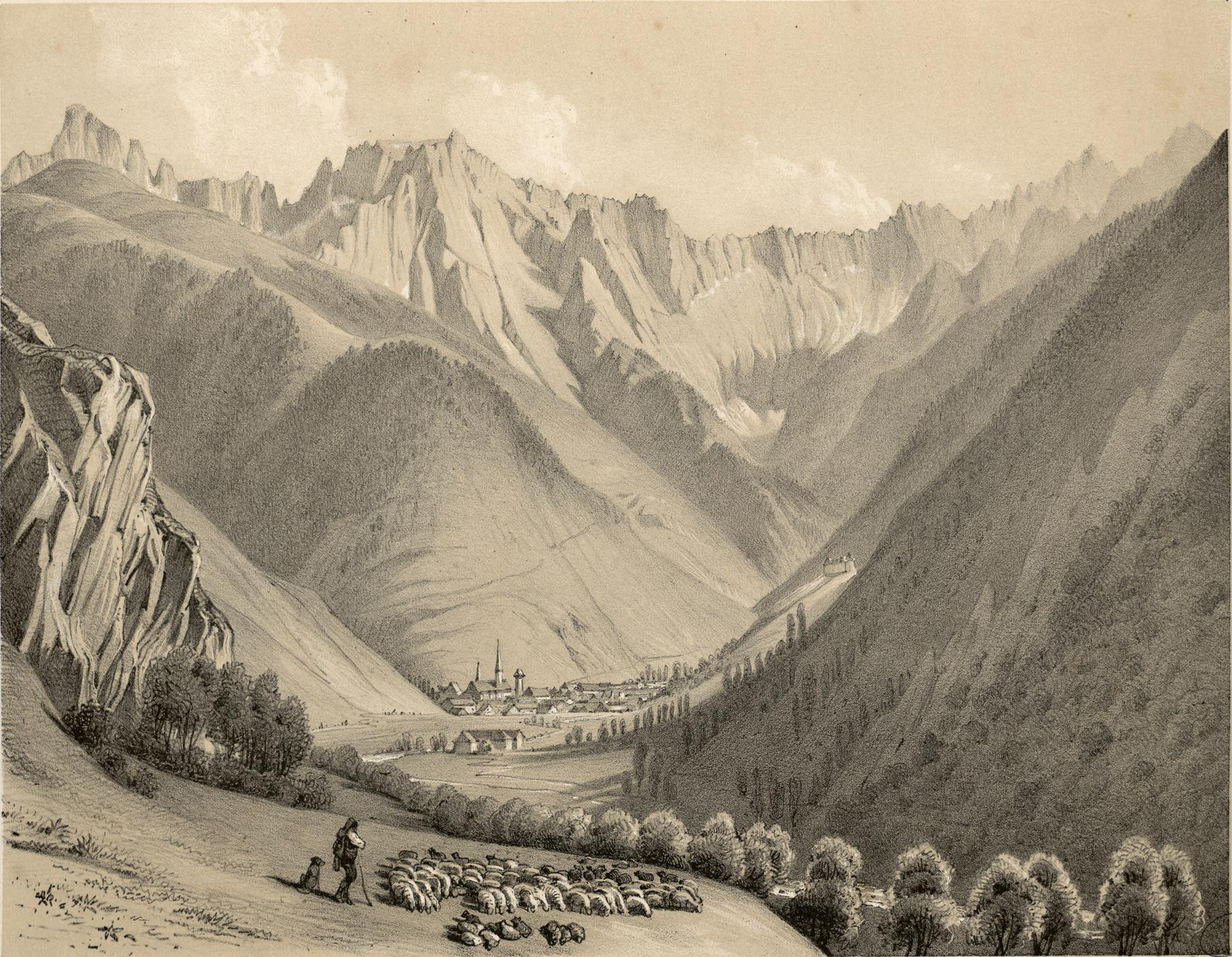
Vista de Vielha a les acaballes del segle XIX

El Centre històric de Vielha és un conjunt que forma part de l'Inventari del Patrimoni Arquitectònic de Catalunya. La vila de Vielha, capital de la Vall, està situada a 974 m d'altitud, a la confluència de la Garona amb el riu Nere, que travessa de S a N el nucli urbà en un eixample de la vall. La seva situació en un cruïlla de camins s'ha mantingut fins avui, amb els dos grans eixos de comunicació (la N-230 del túnel de Viella a França, i la C-142 al port de la Bonaigua) que s'hi creuen
La configuració del nucli urbà ha variat molt al llarg del temps. El nucli urbà originari (l'actual barri d'Eth Cap dera Vila) es trobava a banda i banda del riu Nere, mentre que l'expansió del segle xix tingué com a eix el passeig d'Era llibertat, cap al N. D'aquesta manera els camins cap a l'E (cap a Aran) i l'W (França) prengueren una posició central, i al seu llarg es formaren petits ravals que determinaren l'estructura cruciforme de la vila, la qual restà lleument desfigurada amb l'obertura cruciforme de la vila, la qual restà lleument desfigurada amb l'obertura de la carretera que porta al túnel de Viella. El tractat de la variant de la N-230 per l'W, que canvià l'entrada a la vila dels pobles de migdia de la Vall (fins aleshores seguia l'eix del passeig), provocà un desenvolupament urbà que descompensà aquest sector de ponent. L'eixample recent de Vielha,dels anys setanta, no ha tingut una planificació adequada i ha estat sotmès a les més descarada especulació i així s'ha desenvolupat només al llarg de les carreteres, ço que ha donat un allargament lateral a la població, que arriba a les portes dels pobles veïns de Betren (E) i Gausac (W), amb una sèrie de blocs i cases entre mitgeres que trenquen l'escala i la panoràmica
Al nucli antic, centrat per l'església parroquial de sant Miquel, es conserven alguns interessants edificis civils dels segles XVI-XVII, com Çò de Fedusa, Çò de Rodés o la Tor deth Generau Martinhon.

### Serveis públics
El 1911 es posà en marxa una central hidroelèctrica a Vielha, a la vora del riu Nere per abastir el poble. Posteriorment, el 1947 s'inauguraria la central hidroelèctrica de Vielha, la segona gran central de la vall després de la central hidroelèctrica de Cledes, posada en funcionament el 1929.

## Llocs d'interès
- L'Església de Sant Miquèu, amb elements romànics i gòtics (en destaca la portalada), allotja el Crist de Mijaran, talla romànica considerada la principal mostra escultòrica de l'Aran.
- El Musèu dera Val d'Aran, instal·lat a la Tor deth Generau Martinhon, casa senyorial del segle xvii que exhibeix diversos aspectes i elements de la geologia, la vegetació, la fauna, la climatologia, la història, l'arqueologia, l'art, la llengua i l'etnologia de la vall. El Museu es va inaugurar l'any 1984 i actualment està en obres.[Quan?] S'està reformant tot l'espai expositiu, dotant-lo de sistemes interactius i elements expositius moderns.
- Diverses cases i palaus de la part vella de la vila, a la dreta del riu Nere, com ara Çò de Rodés, Çò de Fedusa o Çò de Burgaròl.
- La Fabrica dera Lan, edifici del segle xix dedicat a mostrar l'antiga indústria de la llana.[7][8]
- El Parador de Vielha, dalt el turó d'Eth Castèth, construït el 1966.
- El Palai de Gèu (Palau de Gel), modern poliesportiu i pista de gel, construït l'any 1994 i inaugurat per l'aleshores President de la Generalitat de Catalunya Jordi Pujol.
- El Palai d'Espòrts, nou pavelló situat al costat del Palai de Gèu, destinat a la realització d'esdeveniments esportius.